# Monofysitisme
Het monofysitisme (Grieks: Μονοφυσιτισμός monos, één, en physis, natuur) is een christologische opvatting die steunt op de monos physis (Grieks: μονος φυσις), één goddelijke natuur in Christus.

## Duiding
Het monofysitisme ontstond tijdens de christologische controverses van de 5e eeuw. De  aanhangers van deze leer, de monofysieten, waren het niet eens met het nestorianisme, waarin een duofysitische leer centraal staat: Christus heeft zowel een menselijke als een goddelijke natuur, die zich elk gescheiden uiten. Zij waren het evenmin eens met de twee-naturenleer, zoals vastgelegd in de uitspraken van het Concilie van Chalcedon: Christus heeft zowel een menselijke als een goddelijke natuur en deze zijn onafscheidelijk van elkaar in Jezus verbonden. De monofysieten kozen met hun Eutychiaans geïnspireerde christologie voor het benadrukken van de goddelijkheid van Jezus.
Er zijn twee monofysitische hoofddoctrines:
- Eutychianisme houdt in dat de menselijke natuur van Christus feitelijk opgegaan is in de Goddelijkheid, opgelost als een druppel honing in de zee.
- Apollinarisme houdt in dat Christus een menselijk lichaam had en een menselijk levensprincipe, maar dat de Heilige Logos in plaats is gekomen van het nous of denkprincipe, analoog maar niet gelijk aan wat nu geest of denkvermogen heet.

Deze twee monofysitische hoofddoctrines worden door zowel door de Chalcedonische kerken alsmede de oriëntaals-orthodoxe kerken verworpen.
Het miafysitisme, de christologie van de huidige oriëntaalse kerken, houdt in dat in Christus de goddelijke en menselijke natuur zijn samengegaan in één natuur, één godmenselijke natuur, zonder enige scheiding, zonder verwarring en onveranderlijk. Het miafysitisme wordt door de Chalcedonische kerken beschouwd als een vorm van het monofysitisme. Volgens de oriëntaalse kerken zelf, heeft deze leer echter niets te maken met het monofysitisme. Zij veroordelen dan ook de leer van Eutyches.

## Geschiedenis
Het monofysitisme ontstond in Egypte als reactie op het nestorianisme. Zowel nestorianisme als monofysitisme werden door de meerderheid van het christendom verworpen bij het Concilie van Chalcedon in 451.
Later werd de leer van het monotheletisme (Christus heeft één wil maar twee naturen, een goddelijke en een menselijke) ontwikkeld in een poging de kloof te overbruggen tussen het monofysitisme en de Chalcedonische aanhang. Ondanks de tijdelijke steun van de Byzantijnse keizers onder andere van keizer Heraclius werd het monotheletisme afgewezen door de Chalcedonaanhangers. Het werd wel aanvaard door de maronieten, totdat zij zich in de 12e eeuw aansloten bij de katholieke Kerk.
Onder Justinianus werden de monofysieten vervolgd.

## Huidige situatie
De volgens de Chalcedonische beschouwde monofysitische leerstellingen leven voort in de Koptische religie, maar ook bij de Syrisch-Orthodoxe Kerk van Antiochië en bij de Armeens-Apostolische Kerk. Al deze kerken verwerpen echter de leer van Eutyches en hangen de miafysitische leer aan.
Andere monofysiete kerken zijn  de (Indiase) Malankaarse Syrisch-Orthodoxe Kerk, de Ethiopisch-Orthodoxe Tewahedo Kerk of Tewahedo Kerk (tewahedo betekent in het Ethiopisch één zijnde) en de nieuwe autocefale Kerk, de Eritrees-Orthodoxe Tewahedo Kerk of Tewahido Kerk. Deze Kerken worden gerekend tot de Oriëntaals-orthodoxe kerken.